# 친절한 인공지능
친절한 인공지능(Friendly artificial intelligence), 친화적 인공지능, 프렌들리 AI(Friendly AI, FAI)는 인류에 긍정적(양성) 영향을 미치거나 적어도 인간의 이익에 부합하거나 인류 종의 개선을 촉진하는 데 기여하는 가상의 일반 인공 지능(AGI)이다. 인공지능윤리의 한 부분으로 기계윤리와 밀접한 관련이 있다. 기계 윤리는 인공 지능 에이전트가 어떻게 행동해야 하는지에 관심이 있는 반면, 친근한 인공 지능 연구는 실제로 이러한 행동을 가져오고 적절하게 제한하는 방법에 중점을 둔다.

## 같이 보기
- 감성 컴퓨팅
- AI 정렬
- AI에 의한 탈취
- 생활환경지능
- 인공지능 시스템 통합
- 인공 일반 지능의 실존적 위험
- 환각 (인공지능)
- 하이브리드 인텔리전트 시스템
- 기술적 특이점
- 지능형 에이전트
- 오픈AI
- 감정 분석
- 특이점주의
- 기술적 특이점
- 로봇공학의 삼원칙